# SAILOR MAN
「SAILOR MAN」（セイラー・マン）は、チャゲ&飛鳥（現：CHAGE and ASKA）の楽曲。自身の18作目のシングルとして、キャニオン・レコード（現：ポニーキャニオン）から1987年4月21日に発売された。

## 背景・リリース
前作「指環が泣いた」から5か月ぶりとなる作品:380,382。本作の発売日に飛鳥（現：ASKA）の結婚がマスコミ各社によって報じられた。
公式サイトでは、「SAILOR MAN/わき役でほほえんで」の表記となっており、両A面シングル扱いとなっている。

## 収録曲
| #         | タイトル               | 作詞      | 作曲      | 編曲      | 時間 |
| --------- | ---------------------- | --------- | --------- | --------- | ---- |
| 1.        | 「SAILOR MAN」         | 飛鳥涼    | 飛鳥涼    | 瀬尾一三  | 4:31 |
| 2.        | 「わき役でほほえんで」 | 澤地隆    | CHAGE     | 佐藤準    | 4:12 |
| 合計時間: | 合計時間:              | 合計時間: | 合計時間: | 合計時間: | 8:43 |

## 楽曲解説
1. SAILOR MAN
日本航空「JAL '87 沖縄」キャンペーンソング。
2. わき役でほほえんで
その後にリリースされたアルバムには本曲は収録されず、またシングル自体も廃盤になったため、しばらくは入手困難な状態が続いていたが、2009年8月25日より各大手配信サイトにて楽曲の配信が開始された為、両曲共に視聴、入手は容易となった。

## 収録アルバム
- Mr.ASIA (#1)
- SUPER BEST II (#1)※リミックス・ヴァージョン
- SUPER BEST BOX SINGLE HISTORY 1979-1994 AND Snow Mail (#1)※リミックス・ヴァージョン